# NGC 3478
NGC 3478 est une vaste galaxie spirale barrée située dans la constellation de la Grande Ourse. NGC 3478 a été découverte par l'astronome germano-britannique William Herschel en 1788

## Caractéristiques
Selon la base de données Simbad, NGC 3478 est une galaxie LINER, c'est-à-dire une galaxie dont le noyau présente un spectre d'émission caractérisé par de larges raies d'atomes faiblement ionisés.

### Distance
Sa vitesse par rapport au fond diffus cosmologique est de 6 867 ± 16 km/s, ce qui correspond à une distance de Hubble de 101,3 ± 7,1 Mpc (∼330 millions d'al).
La classe de luminosité de NGC 3478 est II et elle présente une large raie HI.
À ce jour, quatre mesures non basées sur le décalage vers le rouge (redshift) donnent une distance de 90,050 ± 7,678 Mpc (∼294 millions d'al), ce qui est à l'intérieur des valeurs de la distance de Hubble. Notons cependant que c'est avec la valeur moyenne des mesures indépendantes, lorsqu'elles existent, que la base de données NASA/IPAC calcule le diamètre d'une galaxie et qu'en conséquence le diamètre de NGC 3478 pourrait être d'environ 79,6 kpc (∼260 000 al) si on utilisait la distance de Hubble pour le calculer.

### Brillance de surface
En raison d'une brillance de surface égale à 14,14 mag/am2, on peut qualifier NGC 3478 de galaxie à faible brillance de surface (LSB en anglais pour low surface brightness). Les galaxies LSB sont des galaxies diffuses (D) avec une brillance de surface inférieure de moins d'une magnitude à celle du ciel nocturne ambiant.

## Groupe de NGC 3478
NGC 3478 est la plus grosse et la plus brillante galaxie d'un groupe de galaxies qui porte son nom. Le groupe de NGC 3478 compte au moins 4 autres galaxies : UGC 6076, UGC 6106, UGC 6187 et PGC 33450. Dans l'article de Mahtessian, ces quatre galaxies sont notées 1057+4611, 1059+4609, 1101+4524 et 1105+4524. Il s'agit d'une malheureuse notation abrégée, dont la correspondance est ardue et parfois impossible à établir, pour quatre galaxies du catalogue CGCG. La notation conventionnelle de ces galaxies est 1057.3+4611, 1059.3+4609, 1101.6+4524 et 1105.6+4524.